# Обуховский, Иван Денисович
Иван Денисович Обуховский (25 июля 1924 — 10 января 1989) — стрелок 29-го стрелкового полка 38-й стрелковой дивизии 40-й армии Воронежского фронта, красноармеец. Герой Советского Союза

## Биография
Родился 25 июля 1924 года в селе Россоши ныне Великописаревского района Сумской области Украины в семье крестьянина. Украинец. Член КПСС с 1957 года. Образование начальное. Работал в колхозе.
В Красной Армии с августа 1943 года. Участник Великой Отечественной войны с сентября 1943 года. Сражался на Воронежском и 1-м Украинском фронтах. Был четырежды ранен.
Стрелок 29-го стрелкового полка рядовой Иван Обуховский в ночь на 23 сентября 1943 года в составе штурмовой группы преодолел Днепр у села Григоровка, в бою за плацдарм на правом берегу до подхода подкрепления уничтожил более 30 гитлеровцев.
12 октября 1943 года заменил выбывшего из строя командира взвода, поднял бойцов в атаку и овладел траншеей противника.
Представлен к награждению званием Героя Советского Союза за мужество и отвагу, проявленные в боях с фашистскими захватчиками во время форсирования Днепра и удержания плацдарма на правом берегу. Указом Президиума Верховного Совета СССР «О присвоении звания Героя Советского Союза генералам, офицерскому, сержантскому и рядовому составу Красной Армии» от 10 января 1944 года за «образцовое выполнение боевых заданий командования на фронте борьбы с немецко-фашистскими захватчиками и проявленные при этом отвагу и геройство» удостоен звания Героя Советского Союза с вручением ордена Ленина и медали «Золотая Звезда».
В 1944 году И. Д. Обуховский по состоянию здоровья демобилизован из рядов Красной Армии. Жил в родном селе. Работал в колхозе. Скончался 10 января 1989 года. Похоронен в родном селе.
Награждён орденом Ленина, Отечественной войны 1-й степени, медалями.